# Balzac (Charente)
Balzac is een gemeente in het Franse departement Charente (regio Nouvelle-Aquitaine). De oppervlakte bedraagt 9,64 km², de bevolkingsdichtheid is 128 inwoners per km². Balzac telde op 1 januari 2022 1.401 inwoners.

## Geografie
De oppervlakte van Balzac bedroeg op 1 januari 2022 9,64 vierkante kilometer; de bevolkingsdichtheid was toen 145,3 inwoners per km².
De onderstaande kaart toont de ligging van Balzac met de belangrijkste infrastructuur en aangrenzende gemeenten.

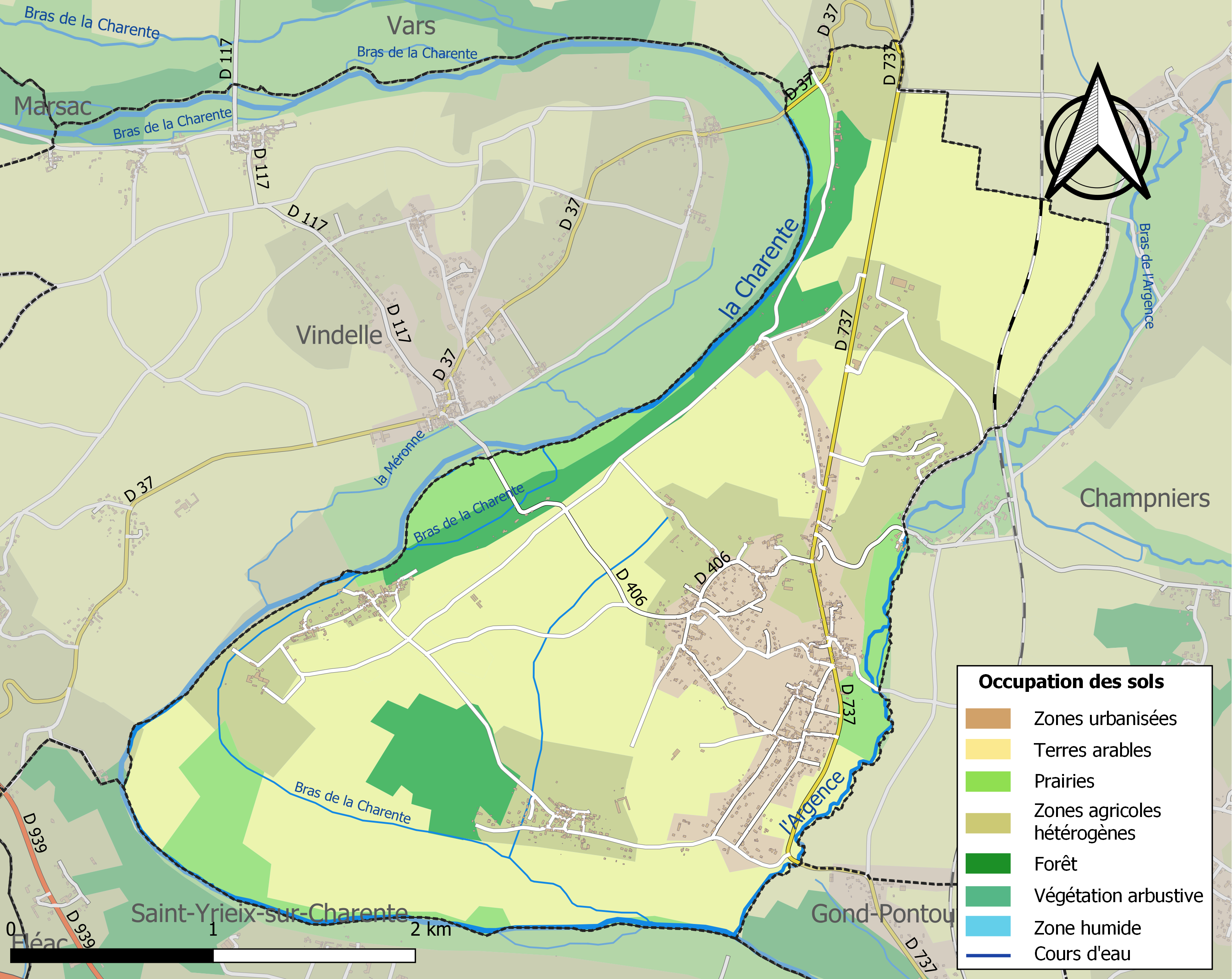

## Demografie
Onderstaande figuur toont het verloop van het inwonertal (bron: INSEE-tellingen).

Vanwege een beveiligingsprobleem met de MediaWiki Graph-software is het momenteel niet mogelijk deze grafiek weer te geven. Zodra de software is bijgewerkt zal de grafiek vanzelf weer zichtbaar worden.